# 836
El 836 (DCCCXXXVI) fou un any de traspàs començat en dissabte del calendari julià.

## Esdeveniments
- El Califat Abbàssida trasllada la seva capital a Samarra.[1]
- El dux de Venècia, Giovanni I Participazio, és obligat a abdicar i enviat a un monestir per la força.[2]